# Агадес
Агаде́с (Agadez, Agades) — місто в Нігері, в оазі Аїр. Адміністративний центр регіону Агадес та департаменту Агадес.
Населення міста становить 88 569 осіб (2005; 27 тис. в 1983).

## Клімат
Місто знаходиться у зоні, котра характеризується кліматом тропічних пустель. Найтепліший місяць — травень із середньою температурою 34.4 °C (94 °F). Найхолодніший місяць — січень, із середньою температурою 20 °С (68 °F).
| Клімат Агадеса          | Клімат Агадеса | Клімат Агадеса | Клімат Агадеса | Клімат Агадеса | Клімат Агадеса | Клімат Агадеса | Клімат Агадеса | Клімат Агадеса | Клімат Агадеса | Клімат Агадеса | Клімат Агадеса | Клімат Агадеса | Клімат Агадеса |
| Показник                | Січ.           | Лют.           | Бер.           | Квіт.          | Трав.          | Черв.          | Лип.           | Серп.          | Вер.           | Жовт.          | Лист.          | Груд.          | Рік            |
| Абсолютний максимум, °C | 37             | 40             | 41             | 47             | 50             | 46             | 48             | 43             | 41             | 40             | 42             | 40             | 50             |
| Середній максимум, °C   | 26             | 29             | 33             | 38             | 40             | 40             | 37             | 36             | 37             | 36             | 31             | 27             | 35             |
| Середня температура, °C | 20             | 22             | 27             | 31             | 34             | 34             | 32             | 31             | 32             | 30             | 25             | 21             | 28             |
| Середній мінімум, °C    | 13             | 15             | 20             | 25             | 28             | 28             | 26             | 26             | 26             | 23             | 17             | 14             | 22             |
| Абсолютний мінімум, °C  | −1             | 7              | 6              | 13             | 20             | 19             | 18             | 17             | 18             | 12             | 5              | −1             | −1             |
| Днів з опадами          | 0              | 0              | 1              | 1              | 1              | 2              | 4              | 5              | 2              | 1              | 0              | 0              | 17             |
| Днів з дощем            | 0              | 0              | 1              | 1              | 1              | 2              | 4              | 5              | 2              | 1              | 0              | 0              | 17             |
| ----------------------- | -------------- | -------------- | -------------- | -------------- | -------------- | -------------- | -------------- | -------------- | -------------- | -------------- | -------------- | -------------- | -------------- |
| Джерело: Weatherbase    |                |                |                |                |                |                |                |                |                |                |                |                |                |

## Історія
Місто засноване на початку XV століття першим правителем туарегської держави-султанату Аїр (Азбін), в 1430 році його столиця. В XIV–XVI століттях великий центр проміжної торгівлі між Північною фрикою та державами хауса. На початку XVI століття підкорений державою Сонгаї, у середині XVI століття — державою Борну. На кінець XVIII століття втратив значення як торговий центр. На початку XX століття завойований французами. В 1916 році центр антиколоніального повстання туарегів (повстання Каосена). Був огорожений стіною (довжина 4,5 км). Збереглись мечеть із банко (XVI століття) з мінаретом (висота 27 м; перебудований в 1847 році), палац султана.
В місті з 1979 року неодноразово фінішували етапи Ралі Дакар.

## Економіка
Місто зв'язане автошляхами. Аеропорт.
Торговий центр сільськогосподарського району. Завод керамічних виробів. Центр художніх ремесел.